# Gelil Jam
Gelil Jam (hebr. גליל ים) – kibuc położony w samorządzie regionu Chof ha-Szaron, w Dystrykcie Centralnym, w Izraelu.

## Historia
Kibuc został założony w 1943.

## Gospodarka
Gospodarka kibucu opiera się na rolnictwie i turystyce.